# Dianthus scardicus
Dianthus scardicus là loài thực vật có hoa thuộc họ Cẩm chướng. Loài này được Wettst. mô tả khoa học đầu tiên năm 1891.